# Poročnik Blueberry
Blueberry oziroma Poročnik Blueberry je  serija francosko-belgijskih stripov v žanru  westerna, izpod belgijskega stripovskega pisca  Jean-Michela Charliera in francoskega risarja Jeana "Mœbiusa" Girauda. Serial spremlja prigode, ki jih na svojih potovanjih po starem divjem zahodu doživlja Mike Blueberry. Blueberry je netipičen westernovski junak;  ni pohajkujoči varuh zakona, ki malopridneže privede pred roko pravice, tudi ni čeden  kavboj,  ki »pojezdi v mesto, reši ranč, postane novi šerif  in se poroči z vzgojiteljico.«  V vsaki situaciji predvidi kaj mu je storiti in to tudi naredi. Serial je vzniknil iz izvirnega seriala Fort Navajo iz leta 1963, toda že po nekaj zgodvah se je lik Blueberryja »osamosvojil« v svojem lastnem stripu Blueberry. Danes so tudi starejše zgodbe iz seriala Fort Navajo dostopne pod naslovom »Blueberry«. Pojavljajo se tudi opusi  z drugačnimi  naslovi kot npr.  Mladi Blueberry in Šerif Blueberry (Marshall Blueberry).
Skozi šetdeseta leta 20. stoletja je bil Blueberry v Franciji prepoznaven podobno kot so bili v ZDA prepoznavni  Avengers ali The Flash.

## Vsebina in glavni liki
Skozi zgodbe spremljamo Michaela Stevena Donovana  z vzdevkom Blueberry. Ta vzdevek si je izbral, ko je pobegnil pred svojimi južnjaškimi sovražniki, pri čemer je zagledal grm borovnic (angleško: blueberry) in nato pričel doživljati prigode kot poročnik v konjenici ZDA kmalu po izbruhu ameriške državljanske vojne. V mnogih prigodah ga sremlja pijanski namestnik Jimmy McClure, kasneje pa tudi Red Woolley, robati pionir. 
Donovan je sin  bogatega  južnjaškega farmarja  in je bil na začetku zaprisežen rasist. Obtožen je bil umora, ki ga ni zagrešil, pri čemer je pobegnil, življenje pa mu je rešil afro-američan . Postal je nasprotnik diskriminacije vseh vrst, bojeval se je proti Konfederacijskim silam in poskušal zaščititi pravice indijanskih staroselcev.
Jimmy McClure je stari iskalec zlata in pretirava s pitjem. Je dober poznavalec Indijancev in postane Blueberryjev najboljši prijatelj. 
Rdeči vrat (Red Neck) je precej vase zaprt človek in strokovnjak za indijanske zadeve. General Dodge ga je poslal v  Fort-Navajo, da bi se srečal s poročnikom Blueberryjem. Pomagal mu je na več misijah. 
Kapetan Finley je nekdanji častnik konfederacijske vojske. Namesto predaje je pobegnil v Mehiko,  kjer je pustošil s svojo tolpo. Leta 1868 je Blueberryju pomagal uničiti  mehiški konvoj z orožjem, namenjenega Apačem, kar je pripomoglo k ponovni vpostavitvi miru. Leta 1869 je zaradi iskanja konfederacijskega zaklada postal Blueberryjev nasprotnik in je padel v spopadu. 
Chihuahua Pearl je nekdanja članica pevskega kora. Zapeljal jo je Lopez, upravitelj zapora, z njim se je bila pripravljena poročiti zaradi denarja. Vendar pa jo je pričel zanimati konfederacijski zaklad in se je občasno povezala z  Blueberryjem. Blueberry se je vanjo kasneje zaljubil, a se ni uspel poročiti z njo.  
Cochise je poglavar plemena Navajo, ki se je leta 1867 lotil spopada z ameriško vojsko. Po pripovedi je pristal na premirje zaradi posredovanja Blueberryja. Leta 1870 je Blueberryja, ki so ga iskali kot izobčenca posvojil, tako da je postal pripadnik plemena Navajo. 
General Dodge je Blueberryja vedno podpiral, veliko pa je prispeval k njegovi rehabilitaciji.

## Zgodovina objav

### Izvirniki v francoščini
Blueberry ima korenine v prejšnjih Giraudovih stripih s tematiko westerna kot npr. Frank et Jeremie, ki ga je pri osemnajstih letih narisal za revijo Far West, ali pa Jijéjev Jerry Spring iz 1961, pri katerem je sodeloval, in ki se je pojavil v franko-belgijski stripovski reviji  Spirou. Okrog 1961-1962 je Jean Giraud vprašal Jean-Michel Charlierja, če želi  napisati besedilo za nov westernovski serial za revijo Pilote. Charlier je najprej odklonil sodelovanje, ker mu žanr ni bil všeč. Leta 1963 je se je Charlier službeno mudil v oporišču Edwards Airforce Base v  puščavi Mojave v Kaliforniji. Ob tej priložnosti se je spoznal z ameriškim zahodom ter se vrnil v Francijo z veliko željo napisati besedilo za westernovski strip. Najprej je zaprosil Jijéja, da bi narisal searial, toda Jijé je bil prepričan, da bi sprejem takšne ponudbe pomenil navzkrižje interesov, ker je redno objavljal v reviji Spirou, to je v konkurenčnem stripovskem glasilu. Jijé je zaprosil svojega varovanca Girauda, da bi sprejel ponujeno delo. Charlier in Giraud sta nato sodelovala tudi pri ustvarjanju drugega westernovskega stripa  z naslovom Jim Cutlass.
Blueberry je prvo objavo doživel 31. oktobra 1963 v reviji Pilote. Ta serial je nosil naslov Fort Navajo,  v naslednjih izdajah pa je zgodba narasla na 46 strani. V teh epizodah je bil Blueberry , pri katerem je kot navdih za fizični izgled služil francoski igralec Jean-Paul Belmondo, zgolj eden od mnogih protagonistov. Charlier je do imena Blueberry (»borovnica«)  prišel v času potovanja po ZDA: »Ko sem potoval po Zahodu, mi je družbo delal novinarski kolega, ki je bil tako navdušen nad borovničevo marmelado, da sem mu dal vzdevek Blueberry. Ko sem pričel ustvarjati novi serial in so se pričeli sestavljati vsi koščki sestavljanke, sem se odločil ponovno uporabiti vzdevek svojega prijatelja, ker mi je bil všeč in se mi je zdel hecen. [...] Nisem si predstavljal, da se bo Blueberry izkazal za tako priljubljenega, da je na koncu prevzel celoten serial in kasneje smo obtičali pri tem smešnem imenu.
Med letoma 1963 in 1973 so Blueberryjeve zgodbe najprej objavljene v reviji Pilote oziroma  Super Pocket Pilote in šele nato v albumski izdaji. Po Charlierjevi smrti je  Giraud napisal in izrisal pet albumov, od albuma Mister Blueberry do Dust, vse dokler ni leta 2012 umrl tudi sam.

### Prevodi
Prvi angleški prevod Blueberryjevega stripa je v Evropi v poznih sedemdesetih letih  objavil Egmont/ Methuen. Odtlej so angleški prevodi izšli pri mnogih založnikih kot so Epic Comics, Catalan Communications ali Comcat, Mojo Press, Dark Horse Comics. Zaradi tega so bili formati in kvaliteta različni (črno-bela ameriška izvedba,  do bogatega barvnega evropskega stila. Od  1993 naprej ni bil v angleščini objavljen noben strip o Blueberryju več. 
Moebius je naslikal nove naslovnice za Blueberryja. Pri tem je bilo hkrati prvič, da je Giraud Blueberryja objavil  pod pseudonimom Moebius. R.J.M. Lofficier, ki je knjige prevedel, je dejal, da »je to precej ironično, ker je Giraud psevdonim  »Moebius« najprej skoval zaradi tega, ker je hotel  oba sklopa del obdržati ločena.«
| #  | Francoski naslov             | Datum francoske izdaje | Naslov angleške sage                     | Angleški naslov in datum                                           | Opombe                                                                                |
| -- | ---------------------------- | ---------------------- | ---------------------------------------- | ------------------------------------------------------------------ | ------------------------------------------------------------------------------------- |
| 1  | Fort Navajo                  | september 1965         | Lieutenant Blueberry: Fort Navajo Series | Fort Navajo (Egmont/Methuen, 1977)                                 | Objavljeno v Belgiji                                                                  |
| 2  | Tonnerre à l'ouest           | januar 1966            | Lieutenant Blueberry: Fort Navajo Series | Thunder in the West (Egmont/Methuen, 1977)                         | Objavljeno v Belgiji                                                                  |
| 3  | L'aigle solitaire            | januar 1967            | Lieutenant Blueberry: Fort Navajo Series | Lone Eagle (Egmont/Methuen, 1978)                                  | Objavljeno v Belgiji                                                                  |
| 4  | Le cavalier perdu            | januar 1968            | Lieutenant Blueberry: Fort Navajo Series | Mission to Mexico (Egmont/Methuen, 1978), The Lost Rider (Dargaud) | Objavljeno v Belgiji                                                                  |
| 5  | La piste des Navajos         | januar 1969            |                                          | Ni preveden                                                        |                                                                                       |
| 6  | L'homme à l'étoile d'argent  | oktober 1969           |                                          | The Man with the Silver Star (Dargaud, 1983)                       |                                                                                       |
| 7  | Le cheval de fer             | januar 1970            | Lieutenant Blueberry                     | The Iron Horse (Epic, 1991)                                        |                                                                                       |
| 8  | L'homme au poing d'acier     | marec 1970             | Lieutenant Blueberry                     | Steel Fingers (Epic, 1991)                                         |                                                                                       |
| 9  | La piste des Sioux           | januar 1971            | Lieutenant Blueberry                     | General Golden Mane (Epic, 1991)                                   | Dve poglavji v eni knjigi. Naslov poglavja The Trail of the Sioux                     |
| 10 | Général tête jaune           | oktober 1971           | Lieutenant Blueberry                     | General Golden Mane (Epic, 1991)                                   | Dve poglavji v eni knjigi. Naslov poglavja enak kot naslov knige.                     |
| 11 | La mine de l'allemand perdu  | januar 1972            | Marshall Blueberry                       | The Lost Dutchman's Mine (Epic, 1991)                              | Dve poglavji v eni knjigi. Naslov poglavja je enak naslovu knjige.                    |
| 12 | Le spectre aux balles d'or   | julij 1972             | Marshall Blueberry                       | The Lost Dutchman's Mine (Epic, 1991)                              | Dve poglavji v eni knjigi. Naslov poglavja: The Ghost with the Golden Bullets         |
| 13 | Chihuahua Pearl              | januar 1973            | Blueberry                                | Chihuahua Pearl (Epic, 1989)                                       | Dve poglavji v eni knjigi. Naslov poglavja je enak naslovu knjige.                    |
| 14 | L'homme qui valait 500 000 $ | julij 1973             | Blueberry                                | Chihuahua Pearl (Epic, 1989)                                       | Dve poglavji v eni knjigi. Naslov poglavja: "The Half-a-Million Dollar Man"           |
| 15 | Ballade pour un cercueil     | januar 1974            | Blueberry                                | Ballad for a Coffin (Epic, 1989)                                   | Dve poglavji v eni knjigi. Naslov poglavja je enak naslovu knjige.                    |
| 16 | Le hors-la-loi               | oktober 1974           | Blueberry                                | Ballad for a Coffin (Epic, 1989)                                   | Dve poglavji v eni knjigi. Naslov poglavja: The Outlaw                                |
| 17 | Angel Face                   | julij 1975             | Blueberry                                | Angel Face (Epic, 1989)                                            | Dve poglavji v eni knjigi. Naslov poglavja je enak naslovu knjge.                     |
| 18 | Nez Cassé                    | januar 1980            | Blueberry                                | Angel Face (Epic, 1989)                                            | Dve poglavji v eni knjigi. Naslov poglavja: Broken Nose                               |
| 19 | La longue marche             | oktober 1980           | Blueberry                                | The Ghost Tribe (Epic, 1990)                                       | Dve poglavji v eni knjigi. Naslov poglavja: The Long March                            |
| 20 | La tribu fantôme             | 1982/03                | Blueberry                                | The Ghost Tribe (Epic, 1990)                                       | Dve poglavji v eni knjigi. Naslov poglavja je enak naslovu knjige.                    |
| 21 | La dernière carte            | november 1983          | Blueberry                                | The End of the Trail (Epic, 1990)                                  | Dve poglavji v eni knjigi. Naslov poglavja: The Last Card                             |
| 22 | Le bout de la piste          | september 1986         | Blueberry                                | The End of the Trail (Epic, 1990)                                  | Dve poglavji v eni knjigi. Naslov poglavja je enak naslovu knjige                     |
| 23 | Arizona Love                 | oktober 1990           |                                          | Arizona Love (Dark Horse Comics, 1993)                             | Razdeljen v dve nadaljevanji: Cheval Noir #46-50. Črno-bela izvedba, ameriški format. |
| 24 | Mister Blueberry             | november 1995          | ni preveden                              | ni preveden                                                        | ni preveden                                                                           |
| 25 | Ombres sur Tombstone         | november 1997          | ni preveden                              | ni preveden                                                        | ni preveden                                                                           |
| 26 | Geronimo l'Apache            | oktober 1999           | ni preveden                              | ni preveden                                                        | ni preveden                                                                           |
| 27 | OK Corral                    | september 2003         | ni preveden                              | ni preveden                                                        | ni preveden                                                                           |
| 28 | Dust                         | marec 2005             | ni preveden                              | ni preveden                                                        | ni preveden                                                                           |
| 29 | Apaches                      | oktober 2007           | ni preveden                              | ni preveden                                                        | ni preveden                                                                           |

- v primeru  nekaterih različic, ki jih je izdal Epic (Chihuahua Pearl, Ballad for a Coffin, Angel Face, The Ghost Tribe, in The End of the Trail) je Titan Books za britanski trg izdal identične albume z nekaj mesečnim zamikom.
- Mojo Press je objavljal črno-bele stripe.
- Nekatere izdaje Graphitti Designa v povezavi z Blueberryjem. navajajo ime Moebius.

### Prevodi v druge jezike
Serial je v Evropi pridobil veliko oboževalcev in je doživel veliko prevodov v več evropskih jezikov, vključno z španščino, portugalščino, italijanščino, nemščino, nizozemščino , švedščino, danščino, norveščino, poljščino, finščino, srbohrvaščino, madžarščino, grščino in  turščino. V Politikinem Zabavniku sta bili epizodi Balada o iskanju zaklada (Ballade pour un cercueil) in Rudnik zlatokopov (La mine de l'allemand perdu) v črno-beli izvedbi objavljeni tudi v slovenščini.
Izven Evrope je prišlo do objave v jeziku Mizo in v indonezijščini . Saga z naslovom Blueberry ima veliko oboževalcev Tamil Naduju, kjer je poznan kot »Kapetan Tiger« (கேப்டன் டைகர்). Nadaljevanja je tam objavil  Prakash Publishers pod lastno oznako "Lion Muthu Comics". Aprila 2015 je bila v tamilščini objavljena eksluzivna zbirateljska izdaja, ki je na 540 straneh ponudila 11 izdaj Blueberryja  ter "Arizona Love". To je bila največja stripovska objava v celotni indijski zgodovini striparstv kot tudi ena največjih kolekcij Blueberryja  na svetu.

### Prednadaljevanja in nadaljevanja
Serial (Poročnik) Blueberry od albuma Fort Navajo do albuma Na kraju poti zajema obdobje med leti 1867-1872. Prednadaljevanja La Jeunesse de Blueberry (»Mladi Blueberry«), ki zajemajo obdobje med leti 1861-1864 kot tudi nadaljevanja  Marshal Blueberry (zajema leto 1868) so bila včasih oblikovana z drugimi risarji oziroma pisci, najbolj znan pa je William Vance. Serial Mister Blueberry (ki zajema obdobje okrog leta 1881) je v bistvu nadaljevanje Poročnika Blueberryja, ustvarjeno s strani Jean-Michela Charlierja in Jeana Girauda in zajema poglavja od Gospoda Blueberryja (Mister Blueberry) do Apačev. 

#### Mladi Blueberry (La Jeunesse de Blueberry)(leta 1861-1864)
Mladi Blueberry  je prednadaljevanka, povezana  z Blueberryjevimi zgodnjimi leti v času ameriške državljanske vojne in opisuje zgodbo kako se je rasistični sin bogatega lastnika plantaž spreobrnil v jenkijevskega trobentača in dogodke, ki so temu sledili. 
Snov za prvih nekaj albumov se je prvič pojavila v poznih šestedesetih letih v  žepni izdaji Super Pocket Pilote. Kasneje so te izdaje preuredili, jih obarvali, da so ustrezale formatu albuma. Nekatere sličice so bile pri tem izločene.  Leta 1990 so v angleški izdaji (Catalan Communications) objavili tudi izločene sličice. V angleščini so bile objavljene zgolj prve tri epizode. 
Jean-Michel Charlier in  Jean Giraud
- 1: La jeunesse de Blueberry (1975)—Blueberry's Secret (ComCat comics, september 1989)
- 2: Un Yankee nommé Blueberry (1978)—A Yankee Named Blueberry (ComCat comics, marec 1990)
- 3: Cavalier bleu (1979)—The Blue Coats  (ComCat comics, julij 1990)

Jean-Michel Charlier in Colin Wilson 
- 4: Les démons du Missouri  (1985)—The Missouri Demons
- 5: Terreur sur le Kansas  (1987)—Terror Over Kansas
- 6: Le raid infernal  (1987)—The Train from Hell

François Corteggiani and Colin Wilson
- 7: La pousuite impitoyable  (1992)—The Merciless Pursuit
- 8: Trois hommes pour Atlanta  (1993)—The Three Men from Atlanta
- 9: Le prix du sang  (1994)—The Price of Blood

François Corteggiani in Michel Blanc-Dumont
- 10: La solution Pinkerton  (1998)
- 11: La piste des maudits  (2000)
- 12: Dernier train pour Washington  (2001)
- 13: Il faut tuer Lincoln  (2003)
- 14: Le boucher de Cincinnati  (2005)
- 15: La sirene de Vera-Cruz  (2006)
- 16: 100 dollars pour mourir  (2007)
- 17: Le Sentier des larmes  (2008)
- 18: 1276 âmes  (2009)
- 19: Redemption  (2010)
- 20: Gettysburg  (2012)
- 21: Le convoi des bannis (2015)

#### Šerif Blueberry (Marshal Blueberry)(leto 1868)
Jean Giraud in William Vance v sodelovanju z Renéjem Folletom
- 1: Sur ordre de Washington  (1991)
- 2: Mission Shermann  (1993)

Jean Giraud in Michel Rouge
- 3: Frontière sanglante (2000)

## Zapuščina in nagrade
Seriali so doživeli široko priznanje v strpovski skupnosti, ko je Giraud prejel švedsko nagrado Adamson Award za najboljši mednarodni stripovski serial leta 1979.

Saga Blueberry, ki jo je izdal Epic, je bila leta 1992 pri Harvey Awards nominirana za najboljšo izdajo tujih vsebin.

The Blueberry Saga #1: The Confederate Gold,  ki ga je objavil Mojo Press, je bil pri Eisner Awards leta 1997 nominiran za najboljšo arhivsko kolekcijo. Best Archival Collection for the 1997.

## Prilagoditve in trženje
Leta 2004 je Blueberry zaživel tudi na filmskem platnu (ameriški film z naslovom Renegade) v režiji Jana Kounena, glavni igralec v tem filmu pa je  Vincent Cassel. Mnoge puristične oboževalce Blueberryja je film vznevoljil.